# Principado de Volinia
El Principado de Volinia (en ruteno: Волинське князівство, romanización: Volynske Kniázivstvo) era un principado del oeste de Rutenia, fundado por la dinastía Rurik en 987 centrada en la región de Volinia en la actual Ucrania. Desde 1069 hasta 1118, el territorio perteneció a los Iziaslávichi de Túrov (ru) que gobernaron sobre todo desde Túrov, capital del Principado de Túrov y Pinsk. Después de perder Túrov, en 1105, ante los Monomájovichi (en), los descendientes de Iziaslav Yaroslávich continuaron por unos años gobernando en Volinia. De 1154 a 1199, el principado fue renombrado como Principado de Volodímir cuando fue separado del Principado de Lutsk (1154-1228).

## Territorio

Principado de Volinia en la Rus de Kiev (1054-1132)

El Principado ocupaba las tierras de la región histórica de Volinia, de donde adquirió su nombre. La capital del Principado, así como la ciudad más grande y más importante de la región fue la ciudad de Volodímir-Volinski. 
Otras ciudades notables en el principado fueron Krémenets, Lutsk, Busk, Dorohobuzh, Brest, Belz y Shumsk.

## Historia
El Principado de Volinia, junto con su estado hermano, el Principado de Hálych/Galitzia se formó por los hijos menores de la gobernante dinastía Rúrik en Kiev. A raíz de la fragmentación de la Rus de Kiev, el principado alcanzó la autonomía indiscutible en 1154.
Tras la muerte del príncipe de Galitzia Vladímir II Yaroslávich en 1199, la línea dinástica de los Rúrik de Galitzia se había extinguido y el príncipe de Volinia, Román el Grande anexó el principado, trasladando su sede a la antigua ciudad de Hálych y formó la unión del Principado de Galitzia-Volynia.
Para 1329, su territorio quedaría dividido entre Ucrania y la incipiente potencia de Polonia.

## Príncipes
- 987-1013: Vsévolod Volodímyrovich (hermano de Yaroslav I el Sabio)

### Rúrikovichi/Yaroslávichi
- ?-1054: Sviatoslav II de Kiev (hijo de Yaroslav I el Sabio)
- 1054-1057: Ígor Yaroslávich (hijo de Yaroslav I el Sabio)

### Rúrikovichi/Volodímirovichi
- 1057-1064: Rostislav de Tmutarakáñ

### Yaroslávichi/Iziaslávichi
- 1069-1073: Yaropolk Iziaslávich
  - 1073-1078: la ocupación por Oléhovichi (Oleg I de Chernigov)
- 1078-1985: Yaropolk Iziaslávich
  - 1085-1100: la ocupación por Íhorevichi (de David Ígorevich, hijo de Ígor Yaroslávich)
- 1099-1100: Mstislav Sviatopólchich
- 1100-1118: Yaroslav Sviatopólchich

### Monomájovichi
- 1118-1119: Román Volodímirovich
- 1119-1135: Andréi Volodímirovich el Bueno
- 1135-1141: Iziaslav II de Kiev
  - 1141-1146: la ocupación por Oléhovichi (Sviatoslav III de Kiev)
- 1146-1149: Volodímir de Dorohobuzh

### Monomájovichi/Mstislávovichi (línea superior)
- 1149-1151: Iziaslav II de Kiev
- 1149-1154: Svyatopolk Mstislávych
- 1154-1157: Vladimir III Mstislávich
- 1157-1170: Mstislav II de Kiev
- 1170-1205: Román Mstislávich
  - 1205-1208: la ocupación de Galicia-Volinia por Ólhovichi-Íhorevichi (Sviatoslav III Igorevich)
- 1208-1215: Oleksandr de Belz
- 1215-1238: Daniel de Galitzia
- 1238-1269: Vasilko Romanovich
- 1269-1289: Vladimir Vasilkovich
- 1289-~ 1292: Mstislav Danílovich
- ~ 1292-1301: Lev Danílovich
- 1301-1308: Yuri I de Galicia
- 1308-1323: Andrés de Galitzia

### Piastvs Románovichi
- 1323-1325: Volodímir Lvóvich
- 1325-1340: Yuri II Boleslav
  - 1323-1340: boyardos de Galitzia liderados por Dmytró Dedkó

### Gediminas
- 1340-1392: La guerra por la sucesión del Reino de Rus entre Polonia y Lituania
  - 1340-1384: Demetrio de Liubarta
  - 1366-1370: Oleksandr Korybut
  - 1384-1392: Fedir Liubartovich

- 1430-1452: Švitrigaila durante la guerra civil en Lituania